# Mappleborough Green
Mappleborough Green – wieś i civil parish w Anglii, w Warwickshire, w dystrykcie Stratford-on-Avon. W 2011 civil parish liczyła 857 mieszkańców. Mappleborough jest wspomniana w Domesday Book (1086) jako Mapelberg.